# Distrikt Progreso
Der Distrikt Progreso liegt in der Provinz Grau in der Region Apurímac im zentralen Süden von Peru. Der Distrikt wurde am 17. März 1958 gegründet. Er erstreckt sich über eine Fläche von 240 km². Beim Zensus 2017 wurden 3119 Einwohner gezählt. Im Jahr 1993 lag die Einwohnerzahl bei 2644, im Jahr 2007 bei 2723. Die Distriktverwaltung befindet sich in der 3850 m hoch gelegenen Ortschaft Progreso mit 1167 Einwohnern (Stand 2017). Progreso liegt 25 km östlich der Provinzhauptstadt Chuquibambilla.

## Geographische Lage
Der Distrikt Progreso liegt im Andenhochland im Osten der Provinz Grau. Der Río Trapiche, rechter Nebenfluss des Río Vilcabamba, entwässert das Areal nach Nordwesten. Im Nordwesten reicht der Distrikt bis an das Ostufer des Río Vilcabamba.
Der Distrikt Progreso grenzt im Südwesten an den Distrikt Curasco, im äußersten Nordwesten an den Distrikt Curpahuasi, im Norden an den Distrikt Huayllati, im Nordosten an den Distrikt Coyllurqui (Provinz Cotabambas) sowie im Osten und im Südosten an den Distrikt Challhuahuacho (ebenfalls in der Provinz Cotabambas).